# Ketengus typus
Ketengus typus es una especie de pez actinopeterigio marino, la única del género monotípico Ketengus de la familia de los aríidos.

## Biología
Los machos pueden llegar alcanzar los 25 cm de longitud total.
Come invertebrados y peces de menor tamaño.

## Distribución y hábitat
Se encuentran en las costas del sureste de Asia, en el océano Pacífico: Islas Andamán y desde Tailandia hasta Indonesia. Es un pez demersal y de clima tropical.